# Promesostomidae
Promesostomidae är en familj av plattmaskar. Promesostomidae ingår i ordningen Dalytyphloplanida, klassen Rhabdocoela, fylumet plattmaskar och riket djur.
Familjen innehåller bara släktet Promesostoma.